# 美熟母「いやらしい母さんでごめんね…」
『美熟母「いやらしい母さんでごめんね…」』（びじゅくぼ いやらしいおかあさんでごめんね）は、2009年6月26日にCATTLEYA（カトレヤ）より発売されたアダルトゲーム。及びゲームを原作としたアダルトアニメ。

## あらすじ
母・夏帆と姉・文香とともに暮らしてきた栂野遥平は、夏帆から、彼が夏帆の実子ではなく、父方の伯母の子で、遥平の実母が既に死亡していることを告げられた。
その日以来、彼は夏帆を一人の女性として認識するようになった。
そのあと、母袋郁江という女性が一家の隣に引っ越してきて、夏帆はうろたえた。郁江は遥平の実母の親類で、彼を養子にしたいと申し込んできたが、夏帆と文香は拒否。
遥平の混乱は増すばかりだった。

## 登場人物
※声の表記はゲーム版 / アニメ版の順。
栂野 遥平（とがの ようへい）
声 - 花笠義男（アダルトアニメのみ）
主人公。母である夏帆に対してはややマザコン気味。
栂野 夏帆（とがの かほ）
声 - 七ヶ瀬輪 / 城田洋子
遥平の"母"。事務所を経営するほど有能な会計士だが、男性関係にはだらしなく家事も苦手。
栂野 文香（とがの ふみか）
声 - 白井綾乃 / 矢玉智恵
遥平の"姉"。 夏帆にとってかわって家事を仕切り、遥平に愛情を注いできたが、遥平以外の男性に対する興味はない。
母袋 郁江 （もたい いくえ）
声 - 木梨樹里 / 吉田恵
遥平の実母の親戚で、遥平の父親について夏帆とトラブルがあり、夏帆に対して憎しみを抱いている。

## スタッフ
- 原画 - 川合正起
- シナリオ - 仙道佳帆、show-ziii、米倉俵
- 音楽 - アトリエピーチ

## アダルトアニメ
2010年に『美熟母』のタイトルでバニラより全2巻が発売されている。
- 「美熟母 前編」 2010年7月9日発売 JVDW-167
- 「美熟母 後編」 2010年10月8日発売 JVDW-168

スタッフ
- 原作 - CATTLEYA
- 監督・絵コンテ - 杉並大福（前編）、加藤清司郎（後編）
- キャラクターデザイン・作画監督 - 杉並大福（前編）、屋幸秀（後編）
- 脚本 - 小林秀朗
- 美術監督 - せいほう堂
- 色彩設計 - 黒猫
- アニメーションプロデューサー - 康芳朗
- アニメーション制作 - Y．O．U．C
- 制作 - デジタルワークス